# Айко, Макан
Макан Айко (фр. Makan Aïko; род. 7 января 2001, Париж) — французский футболист, защитник нидерландского клуба «Фортуна».

## Клубная карьера
Айко — воспитанник клуба «Ле-Ман». 15 января 2021 года в матче против «Кевийи Руан» он дебютировал в Лиге 3. 19 февраля в поединке против «Борго» Макан забил свой первый гол за «Ле-Ман». Летом 2024 года Айко подписал контракт с ситтардской «Фортуной». 11 августа в матче против «Гоу Эхед Иглз» он дебютировал в Эредивизи. В этом же поединке Макан забил свой первый гол за «Фортуну».